# Mehmet Vehib Kaçı

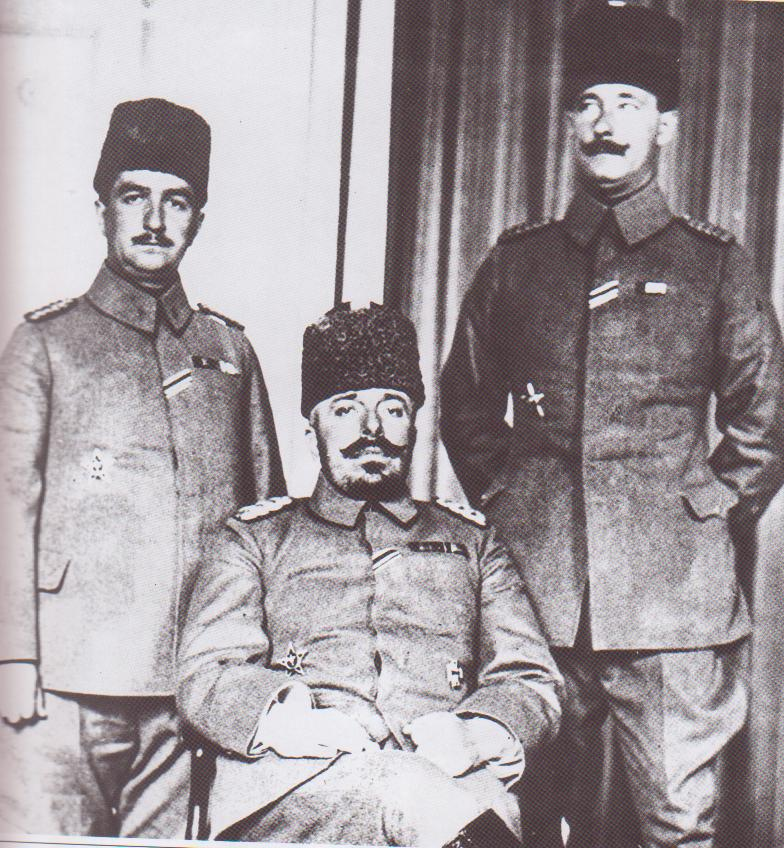
Vehib Pacha, chef de la 3e armée, avec le docteur Sali Bey et le colonel d'état-major Husrev Bey, v.1916-1918.

Vehib Pacha ou Mehmed Vehib, Mehmet Vehip, devenu sous la République de Turquie Mehmet Vehip Kaçı, né en 1877 à Ioannina, mort en 1940 à Istanbul, est un militaire de l'Armée ottomane à l'époque du déclin de l'Empire, plus tard chef d'état-major de l'Empire d'Éthiopie. 

## Biographie

### Origines

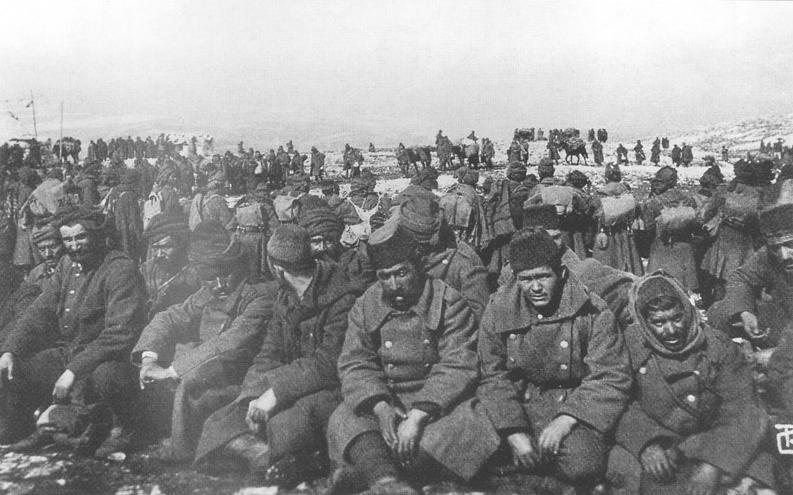
Prisonniers ottomans à la bataille de Bizani, 1913

Mehmed Vehib naît en 1877 dans une famille albanaise de Ionnina en Épire dans le vilayet de Ioannina, alors une des provinces de l'Empire ottoman en Europe. Son père, Mehmet Emin Efendi, a été maire de la ville, et son frère aîné, Mehmed Essad (1862-1952), fait carrière dans l'armée.
En 1899, Mehmed Vehib entre à l'école du Génie militaire (en) (Mühendishane-i Berrî-i Hümâyûn) puis à l'École d'état-major (Mekteb-i Erkân-ı Harbiye-i Şâhâne) à Constantinople. Il est envoyé à la 4e armée, alors dans le vilayet du Yémen. En 1909, après la révolution des Jeunes-Turcs et l'échec de la contre-révolution conservatrice, il est affecté au ministère de la Guerre. Peu après, le grand vizir Mahmoud Chevket Pacha le nomme commandant du Lycée militaire (Askerî İdadi). Il reçoit le grade de major.
Pendant la première guerre balkanique (1912-1913), il sert sous les ordres de son frère, devenu Essad Pacha, commandant du corps d'armée de Ioannina (en). Au terme de plusieurs mois de combats contre l'armée du royaume de Grèce, les forces ottomanes, encerclées dans Ioannina, doivent capituler après la bataille de Bizani (4-6 mars 1913) qui laisse aux Grecs la possession de l'Épire. C'est Mehmed Vehib qui présente la reddition de l'armée au nom de son frère.
Au sortir de sa captivité, Mehmed Vehib est nommé colonel et chef de la 22e division d'infanterie. Il est envoyé dans le vilayet du Hedjaz, en Arabie ottomane (en).

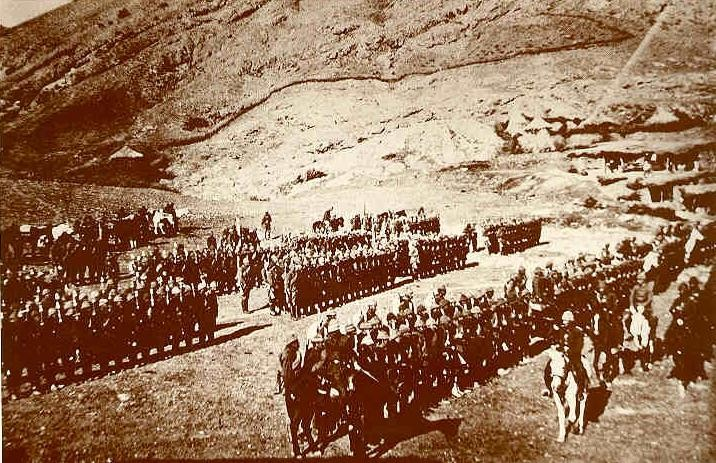
Troupes ottomanes et Mustafa Kemal (En bas à droite) sur le front de Bitlis, 1916

### Première Guerre mondiale
Pendant la Première Guerre mondiale en Orient, il prend part à la bataille des Dardanelles, commandant le XVe corps d'armée et plus tard la 2e armée. En février 1916, il est nommé chef de la 3e armée sur le front du Caucase. La campagne tourne au désastre : après la bataille de Bitlis, l'armée impériale russe s'empare de cette ville le 3 mars 1916. La bataille d'Erzincan (2-25 juillet 1916) est encore une lourde défaite pour les Ottomans. La révolution russe de 1917 vient leur donner un répit et leur permet de reconquérir les territoires perdus : la 3e armée reprend Trabzon le 24 février 1918, Hopa en mars, Batoumi le 26 mars. Mais Vehib Pacha subit une nouvelle défaite contre les Arméniens à la bataille de Sardarapat (24-26 mai 1918). Il est alors relevé de son commandement et remplacé par son frère Essad Pacha.
Après la capitulation ottomane à l'armistice de Moudros (30 octobre 1918), il revient se fixer à Constantinople (Istanbul).

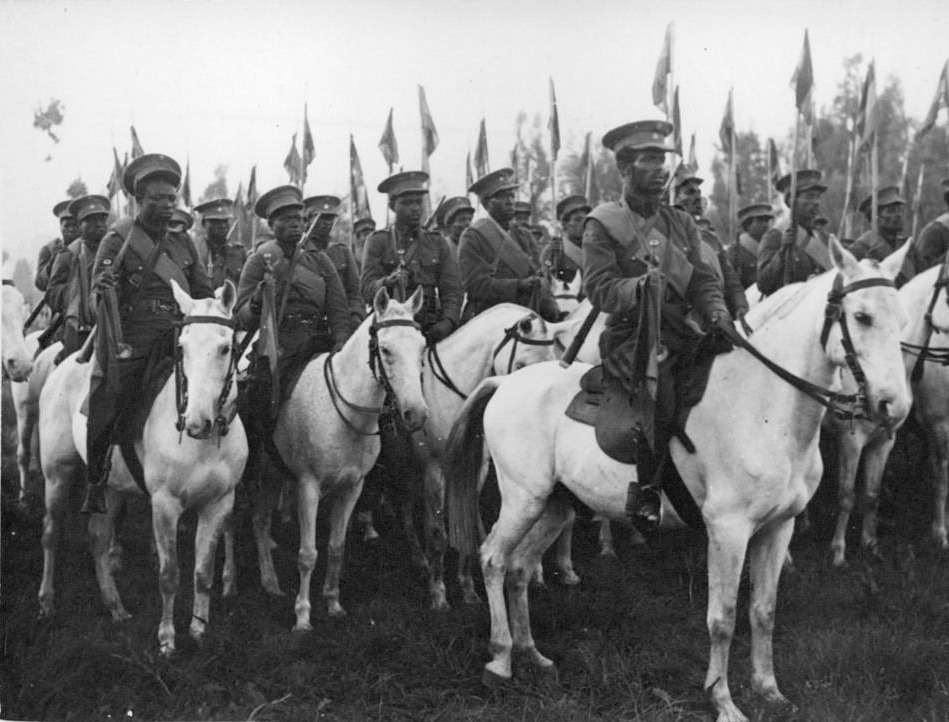
Soldats éthiopiens en 1936

### Exil et mission en Abyssinie
Par aversion envers Mustafa Kemal qu'il a connu pendant la bataille des Dardanelles, Vehib Pacha ne participe pas à la guerre d'indépendance turque (1919-1922). Poursuivi pour malversations financières, il fait un séjour en prison puis s'enfuit en Italie. Il est déchu de sa nationalité en 1927. Il séjourne en Allemagne, Roumanie, Grèce et Égypte.
Vehib Pacha passe au service de l'empire d'Éthiopie (Abyssinie). Pendant la seconde guerre italo-éthiopienne (1935-1936), il est chef d'état-major du ras Nessibou Zeamanouél, commandant du front sud face à l'invasion italienne. Il aménage une ligne de défense baptisée ligne Hindenburg, en référence aux défenses allemandes de la Première Guerre mondiale. Mais cette ligne est contournée par les forces du général Rodolfo Graziani pendant la bataille de l'Ogaden, en avril 1936.
Il rentre en Turquie en 1939 et, suivant la nouvelle loi turque sur les noms de famille, prend le nom de Mehmet Vehib Kaçı. Il meurt à Istanbul en 1940. Il est enterré au cimetière de Karacaahmet.

## Sources et bibliographie
- (en) Cet article est partiellement ou en totalité issu de l’article de Wikipédia en anglais intitulé « Wehib Pasha » (voir la liste des auteurs) dans sa version du 24 avril 2017.